# دودلي إلي
دودلي إلي هو مصرفي وسياسي أمريكي، ولد في 16 نوفمبر 1817 في Simsbury, Connecticut ‏ في الولايات المتحدة، وتوفي في 9 يوليو 1895.